# Real Works
Real Works是創業於2004年的日本AV片商。主要是開發單體女優為主。原本是一家獨立的公司，後來於2010年與KM Produce(KMP)合併公司。

## 主要系列作品
- Ecstasy
- Real
- M

## 著名AV女優
- 相崎琴音
- 春咲和津實

## 外部連結
- Real Works 官方網站（页面存档备份，存于）